# Стеван Дукић
Стеван Дукић (Рогољи, код Градишке, 16. октобар 1920 — Земун, јул 1942), учесник Народноослободилачке борбе и народни херој Југославије.

## Биографија
Рођен је 16. октобра 1920. у селу Рогољи, код Градишке. Потиче из сиромашне сељачке породице. Основну школу је завршио у родном месту, а због лошег материјалног стања није могао да настави даље школовање, већ је морао да тражи запослење. Као шеснаестогодишњи дечак дошао је у Београд, где се запослио у „Београдској текстилној индустрији“ на Карабурми и почео да учи текстилни занат.
Од 1937. године био је активан у синдикату текстилних радника, постао члан је члан СКОЈ-а, и један од организатора штрајка текстилних радника децембра 1937. и јануара 1938. године. Крајем јануара 1938. године примљен је у чланство Комунистичке партије Југославије (КПЈ).
Био је члан Петог рејонског комитета КПЈ на Карабурми и учествовао је у свим акцијама омладине Београда. У демонстрацијама 27. марта 1941. године предводио је раднике са Карабурме.
После Априлског рата и окупације Краљевине Југославије, постао је члан Месног комитета КПЈ за Београд и радио је на организовању саботажа и оружане борбе у граду, а затим на упућивању бораца у партизанске одреде. Учествовао је у акцији спашавања Александра Ранковића, члана ЦК КПЈ и Главног штаба НОПОЈ-а, из руку Гестапа, из болнице у Видинској улици, 29. јула 1941. године.
У периоду од августа до новембра 1941. године, као инструктор Центарлног комитета КПЈ, радио је у Шумадији, највише у аранђеловачком округу, на организовању оружане борбе партизанских одреда. После повлачења главнине партизанских снага из Србије у Санџак, по налогу Централног комитет, вратио се у Београд, на политички рад.
Марта 1942. године Покрајински комитет КПЈ за Србију послао га је у Земун, на дужност секретара Среског комитета. Стеван је у Земуну организовао саботаже у фабрикама „Икарус“, „Телеоптик“, „Авала“ и другим предузећима и установама, а затим и оружане акције на агенте Гестапоа, усташке прваке и агенте, немачке војнике и официре.
Јула 1942. године ухапшен је на улици, када је ишао на састанак. У усташком затвору је подвргнут ужасним мучењима. Усташе су од њега тражиле да открије мрежу партијских организација и ударних група у граду. Пошто је упорно ћутао и одбијао да говори, усташе су га пребиле и изболе ножем, а затим га обесиле за решетке на прозору његове ћелије.
Указом председника Федеративне Народне Републике Југославије Јосипа Броза Тита, 6. јула 1953. године, проглашен је за народног хероја.
Улица и основна школа на Карабурми носе име Стевана Дукића, као и једна улица у Земуну.